# Detlef Nolte
Detlef Nolte (* 1952 in Ludwigshafen) ist ein deutscher Politikwissenschaftler.

## Leben
Er studierte Politikwissenschaft, Geschichte und Germanistik an der Universität Mannheim (Staatsexamen/Dr. phil.). Nach der Habilitation an der Universität Hamburg lehrte er dort 2000 als Professor für Politische Wissenschaft. Von 1978 bis 1989 war er wissenschaftlicher Mitarbeiter und Hochschulassistent an der Fakultät für Sozialwissenschaften in Mannheim. Seit 1989 ist er wissenschaftlicher Mitarbeiter am Institut für Iberoamerika-Kunde in Hamburg. Von 1989 bis 2006 ist er Stellvertretender Direktor des Instituts für Iberoamerika-Kunde. Ab 2018 bis 2019 war er Gastprofessor an der Universidade de São Paulo, Pontificia Universidad Católica de Chile, Facultad Latinoamericana de Ciencias Sociales und Universidad del Salvador.

## Schriften (Auswahl)
- Zwischen Rebellion und Integration – Gewerkschaften in der chilenischen Politik. Saarbrücken 1986, ISBN 3-88156-326-1.
- mit Heinrich-W. Krumwiede: Chile: auf dem Rückweg zur Demokratie?. Baden-Baden 1988, ISBN 3-7890-1657-8.
- mit Heinrich-W. Krumwiede: Demokratie und Menschenrechte in Lateinamerika zu Beginn der 90er Jahre. Studie erstellt anlässlich der Tagung des Bundesministeriums für Wirtschaftliche Zusammenarbeit über „Menschenrechte, Demokratie und Rechtsstaatlichkeit in Lateinamerika, Was kann die Deutsche Entwicklungspolitik Tun?“, Bad Honnef, 27.9.1993. Hamburg 1993, ISBN 3-926446-18-8.
- mit Heinrich-W. Krumwiede: Die Rolle der Parlamente in den Präsidialdemokratien Lateinamerikas. Hamburg 2000, ISBN 3-926446-65-X.